# Біблійний одяг

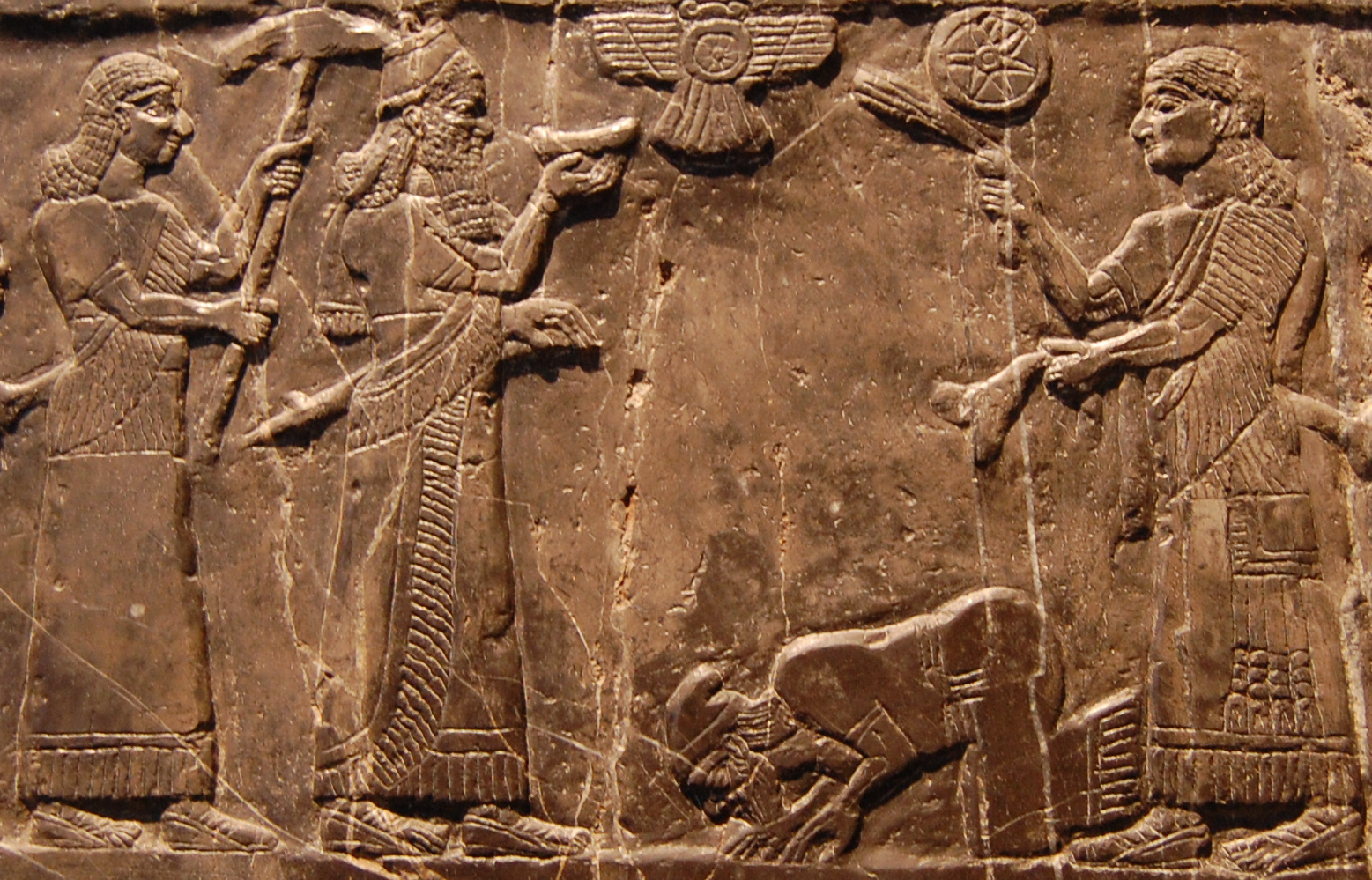
На рідкісному зображенні єврейського одягу цар Єгу, або, можливо, посол Єгу, стоїть на колінах біля ніг Салманасара III на Чорному обеліску, приблизно 850 р. до н.

Одяг людей у біблійні часи шили з вовни, льону, шкір тварин і, можливо, шовку. Більшість подій у єврейській Біблії та Новому Заповіті відбуваються в стародавньому Ізраїлі, і тому більшість біблійного одягу є давньоєврейським. Носили нижню білизну та суконні спідниці.
Повні описи стилів одягу серед людей Біблії неможливі, оскільки наявного матеріалу для аналізу недостатньо. Ассирійські та єгипетські художники зображували те, що вважалося одягом того часу, але зображень ізраїльтян в одязі мало. Одним із небагатьох доступних джерел про одяг ізраїльтян є Біблія.

## Чоловіки Ізраїлю

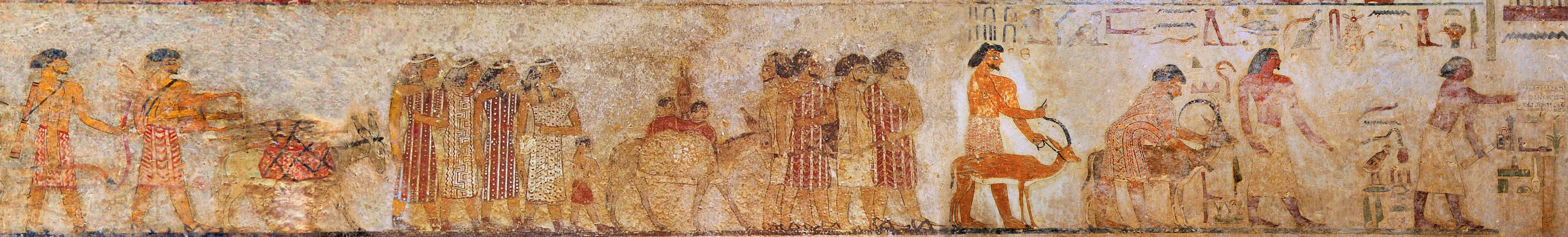
Одяг стародавніх євреїв, можливо, був подібним до одягу майже сучасних ним західних азійців, що одягнені у пов'язки, яка залишає вільними одне плече та обидві руки (своєрідний верхній одяг). Це єгипетське зображення з гробниці чиновника 12-ї династії Хнумхотепа II у Бені-Хасані, датується приблизно 1900 р. до н.

### Нижня білизна
езор, хагор
Найдавнішим та основним одягом був «езор» ([eɪˈzɔər]ay-ZOR, усі слова є приблизними) або хагор ([xəˈɡɔər]khə-GOR), фартух навколо стегна, що в первісні часи виготовлялися зі шкір тварин. Це був простий шматок тканини, який носили в різних модифікаціях, але завжди надягали на голу шкіру. Священики носили «езор» з льону, відомий як «ефод». Якщо його носили в жалобі, його називали сак.

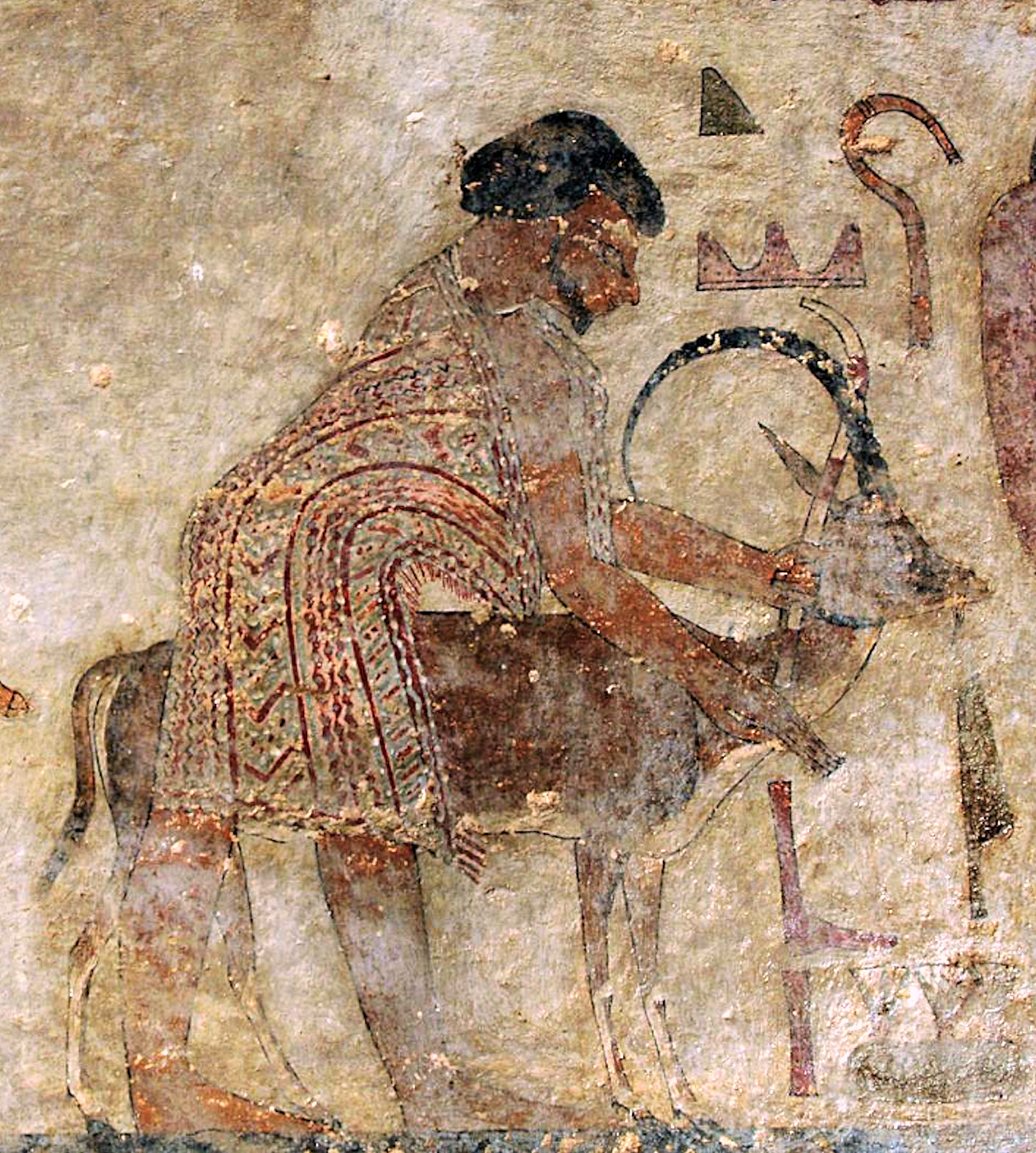
Відвідувач Єгипту із семітів, описаний як гіксос, який веде групу Ааму, на картині групи іноземців у гробниці Хнумхотепа II, бл. 1900 р. до н. е. Говард Вос припустив, що «багатокольорове пальто», яке, як кажуть, носив Йосип, могло бути схоже на барвистий іноземний одяг, зображений на картині.

Коли одяг підперезувався ременем або поясом, тканину також називали «езор» або «кагор».
кетонет
Згодом езор був витіснений серед євреїв кетонетом ([kɛˈtɔːnɛt] ket-AW-net, перекладено грецькою мовою як хітон) довга туніка, що найбільше відповідає нинішній довгій сорочці. Кетонет з'являється в ассирійському мистецтві як облягаюча нижня білизна, іноді досягає лише коліна, іноді — щиколотки. У своїй ранній формі кетонет був без рукавів і навіть залишав ліве плече відкритим. Згодом люди, під час відпочинку, носили кетонети з рукавами. Пізніше будь-яка особа, одягнена лише в кетонет, описувалася як гола (1 Сам. 19:24, Іс. 20:2, 2 Цар. 6:30, Ів. 21:7); без неї він був би абсолютно голим.
садхін
Заможні також носили садхін ([sɑːˈdiːn] sah-DEEN) під кетонет. Цей досить довгий одяг мав рукави і виготовлявся з тонкого льону.

### Верхній одяг
сімла
Сімла (שִׂמְלָה [sɪmˈlɑː] sim-LAH), — верхній одяг або шаль різної форми. Він складався з великого прямокутного шматка грубого вовняного матеріалу, грубо зшитого так, що спереду не було зшито, і з двома отворами, залишеними для рук. Ще один можливий матеріал — льон. Це перекладається грецькою мовою койне як «гіматація» (ἱμάτιον, [hɪˈmæti.ɒn] hi-MAT-ee-on), та фахівці ISBE роблять висновок, що цей одяг «був ідентичний гіматію греків».
Удень — це був захист від дощу та холоду, а вночі під час подорожі ізраїльтяни могли закутатися в цей одяг, щоб зігрітися під час подорожі до Храму на свято тричі на рік (див. 5 М. 24:13). Передню частину сімлаха також можна було розкласти в широкі складки (див. 2 М. 4:6), і в ньому можна було носити всілякі продукти (Див. 2 Цар. 4:39, 2 М. 12:34).
Кожен поважний чоловік, зазвичай, носив сімлах поверх кетонета (див. Іс. 20:2-3), але оскільки сімла заважала роботі, її або залишали вдома, або знімали під час роботи. (Див. Мт. 24:18). З цього простого предмета розвинувся багато орнаментований плащ у заможних людей, що прикривав тіло від шиї до колін і мав короткі рукави.
Меїл

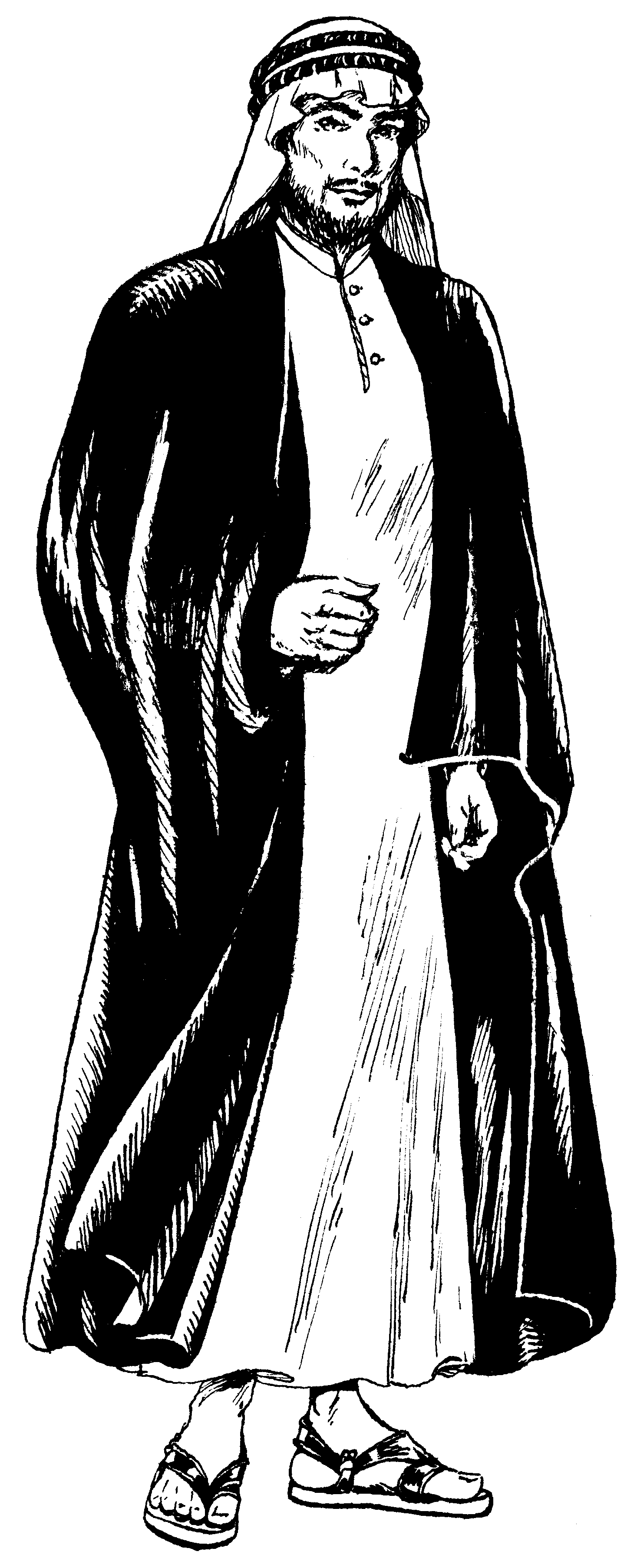
Сучасна абая, схожа на біблійну ме'іл, яку носять із головним убором куфіє.

Меїл ([məˈiːl] mə-EEL, перекладається грецькою як столе) означає різноманіття одягу, який одягають поверх нижньої білизни, як плащ(1 Сам. 2:19, 1 Сам. 15:27), але використовується лише людьми високого чину священиків (Мр. 12:38, Лк. 20:46, Лк. 15:22). Меїл - це дорогий одяг (1 Сам. 2:19, 1 Сам. 18:4, 1 Сам. 24:5, 1 Сам. 24:11), а опис меїла священика був схожий на абаю без рукавів (2 М. 28:31; Античності, III, vii, 4). Це, як і меїл первосвященика, могло сягати лише колін, але зазвичай вважається, що це був одяг з довгими рукавами з легкої тканини.
аддерет
Пізніше вельможі носили поверх сімла або замість нього широку, складену в багато складок мантію (аддерет, [əˈdɛrɛt] ə-DERR-et або маатафан) виготовлений із високоякісного матеріалу (Див. Іс. 3:22), імпортованого з Вавилону (Єг. 7:21). Шкіряний одяг, який носили пророки, називався так само через його ширину.

### Релігійні аксесуари
сісіт
Тора наказувала ізраїльтянам носити китиці або бахроми (сісіт, [tsiːˈtsiːt] tsee-TSEET), прикріплені до кутів одягу (див. 5 М. 22:12, Чис. 15:38-39). У Числах 15:39 сказано, що китиці мали служити нагадуванням про дотримання Господніх заповідей.
тфілін
Філактерії або тфілін (іврит: תְּפִלִּין) — це коробки з біблійними віршами, прикріпленими до чола та руки шкіряними ремінцями, і використовувалися в часи Нового Заповіту (див. Мт. 23:5).

### Головні убори
На збережених картинах деякі євреї та сирійці зображені з непокритою головою або лише з пов'язкою, щоб підтримати волосся. Євреї, безсумнівно, також носили головні убори, схожі на сучасну куфію. Це - великий квадратний шматок вовняної тканини, складений по діагоналі навпіл у трикутник. Складку носять через чоло, при цьому куфія вільно драпірується навколо спини та плечей, часто утримується шнурковим кільцем. Чоловіки і жінки із вищих класів носили своєрідну чалму, тканину, намотану на голову. Форма їх була дуже різноманітна.
Верховний жрець носив особливий вид чалми священника. У період Другого храму багато євреїв носили шудру.

### Взуття
на'алаїм
Шкіряні сандалі (na'alayim) носили, щоб захистити ноги від палаючого піску та вогкості. Сандалі також могли бути дерев'яними, зі шкіряними ремінцями. Сандалі не носили ні в хаті, ні в храмі. В інших місцях ходити без сандалій було ознакою великої бідності або трауру.

## Ізраїльські священики

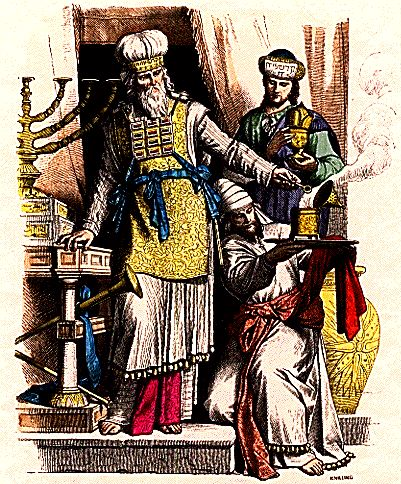
Єврейський первосвященик і левіт. Зображення менори, столу з хлібами і трубами навіяні аркою Тита.

Тора передбачає особливе вбрання, яке мають носити священики під час служіння в скинії. Первосвященик носив вісім священних одягів (бігдей кодеш). Чотири з них були одного типу, які носили всі священики, і чотири були унікальними для первосвященика.
Вбрання, які були спільними для всіх священиків, були туніка (єврейське кетонет), пояс (авнет), тюрбан (єврейське міцнефет) і нижня одежа (міхнасаїм).
Вбрання, які були унікальними для первосвященика, були мантія (me'il), ефод (жилет або фартух), нагрудник (hoshen) і наголовник (іврит. zitz).
На додаток до вищезгаданого «золотого одягу», первосвященик також мав комплект білого «лляного одягу» (бігдей ха-бад), який він одягав лише на Йом-Кіпур для служби в храмі Йом Кіпур.

## Ізраїльські жінки
simlāh, kethōneth, sādhı̄n
Хоча жіночий одяг здебільшого відповідав одягу чоловіків: вони носили simlāh і kethōneth, вони також, очевидно, дещо відрізнялися від одягу чоловіків (див. 5 М. 22:5). Жіночий одяг, ймовірно, був довшим (порівняйте Наум 3:5, Єр. 13:22, Єр. 13:26, Іс. 47:2), мав рукави (2 Сам. 13:19), мабуть, був яскравіших кольорів і більш орнаментований, а також міг бути з тоншого матеріалу. Жінки також носили садін, нижню сукню з тоншого льону (див. Іс. 3:23, Пр. 22:24).
мітпахатх
Крім того, згадується mițpaḥath (tichel), різновид покривала або шалі (Рут 3:15). Зазвичай це була просто жіноча шийна пов'язка. За винятком використання нареченою (1 М. 24:65), повією (1 М. 38:14) та, можливо, в інших випадках (Рут 3:3), усі жінки не одягали чадру (1 М. 12:14, 1 М. 24:15; 1 М. 24:65). Сучасний звичай покривати обличчя на Близькому Сході походить від ісламу. Відповідно до стародавніх законів, він тягнувся від чола, через потилицю до стегон або нижче, і був схожий на шийну хустку палестинської жінки в Палестині та Ізраїлі сьогодні.

## Чоловіки та жінки Єгипту

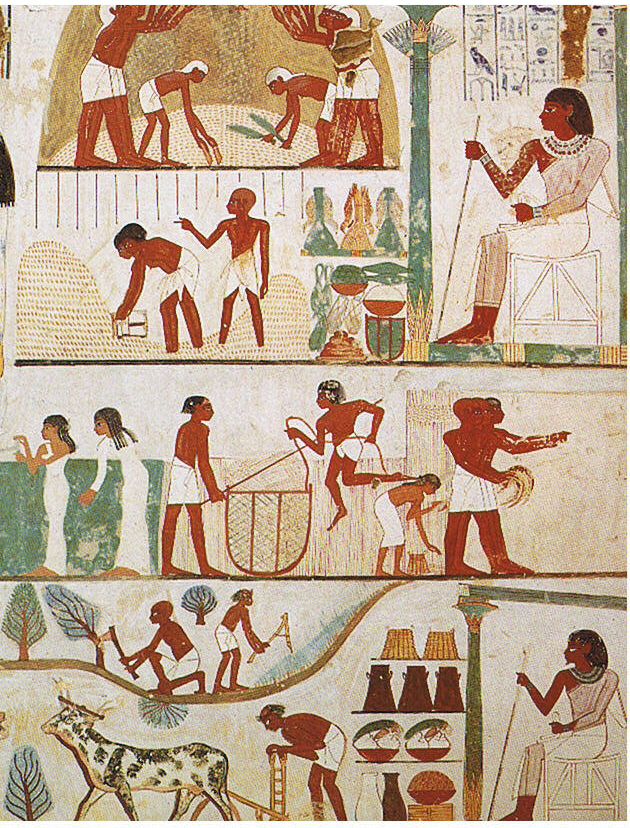
Одяг чоловіків і жінок різних соціальних рівнів Стародавнього Єгипту зображений на цій фресці гробниці з п'ятнадцятого століття до нашої ери.

За Біблією, євреї відвідували Єгипет від найдавніших патріархів (починаючи з 1 М. 12:10-20), до втечі в Єгипет Йосипа, Марії та немовляти Ісуса (у Мт. 2:13-23). Найпомітнішим прикладом є тривале перебування від продажу Йосипа (сина Якова) у рабство в 1 М. 29 до виходу з Єгипту у 2 М. 14 під час Другого перехідного періоду та Нового царства. Велика кількість євреїв (таких як Єремія) також переїхали до Єгипту після знищення Єрусалиму в 587 році до нашої ери, під час третього проміжного періоду.
В Єгипті льон (льон) був майже єдиною тканиною. Вовна, яку носили ізраїльтяни, була відомою, але вважалася нечистою, оскільки шерсть тварин вважалися табу. Шерсть можна було використовувати лише для Плащів (вони були заборонені в храмах і святилищах). Єгипетська мода допомагала зберігати прохолоду під час жаркої пустелі. Представники нижчого класу носили лише загальноприйнятну для всіх набедрену пов'язку (або схенті). Раби часто працювали голі. Сандалії були обплетені шкірою або, особливо для представників верстви бюрократів та священників, папірусом. Єгиптяни, зазвичай, ходили босоніж. Найпоширенішим головним убором була клафта або немес, смугастий тканинний квадрат, який носили чоловіки.
Певний одяг був спільним для обох статей, наприклад туніка та халат. Приблизно з 1425 по 1405 рр. до н. е. була популярна легка туніка або сорочка з короткими рукавами, а також спідниця-плісе. Жінки часто носили прості сукні-футляри, і жіночий одяг залишався незмінним протягом кількох тисячоліть, за винятком дрібних деталей. Драпірований одяг із дуже великими рулонами створював враження, ніби на ньому було кілька речей. Одяг королівської родини, як-от корони фараонів, був добре задокументований. Пардалід (виготовлений зі шкіри леопарда) традиційно використовувався як одяг священиків.
Перуки, загальні для обох статей, носили заможні люди суспільства. Виготовлені зі справжнього людського та кінського волосу, вони мали прикраси. Голови були поголені. Зазвичай дітей зображували з одним пасмом волосся, що залишалося з боків голови.
Важкі і досить об'ємні прикраси були дуже популярні, незалежно від соціального стану. Його робили з бірюзи, таких металів, як золото та срібло, і дрібних намистин. І чоловіки, і жінки прикрашали себе сережками, браслетами, каблучками, намистом і шийними комірами яскравих кольорів.

## Чоловіки та жінки Греції

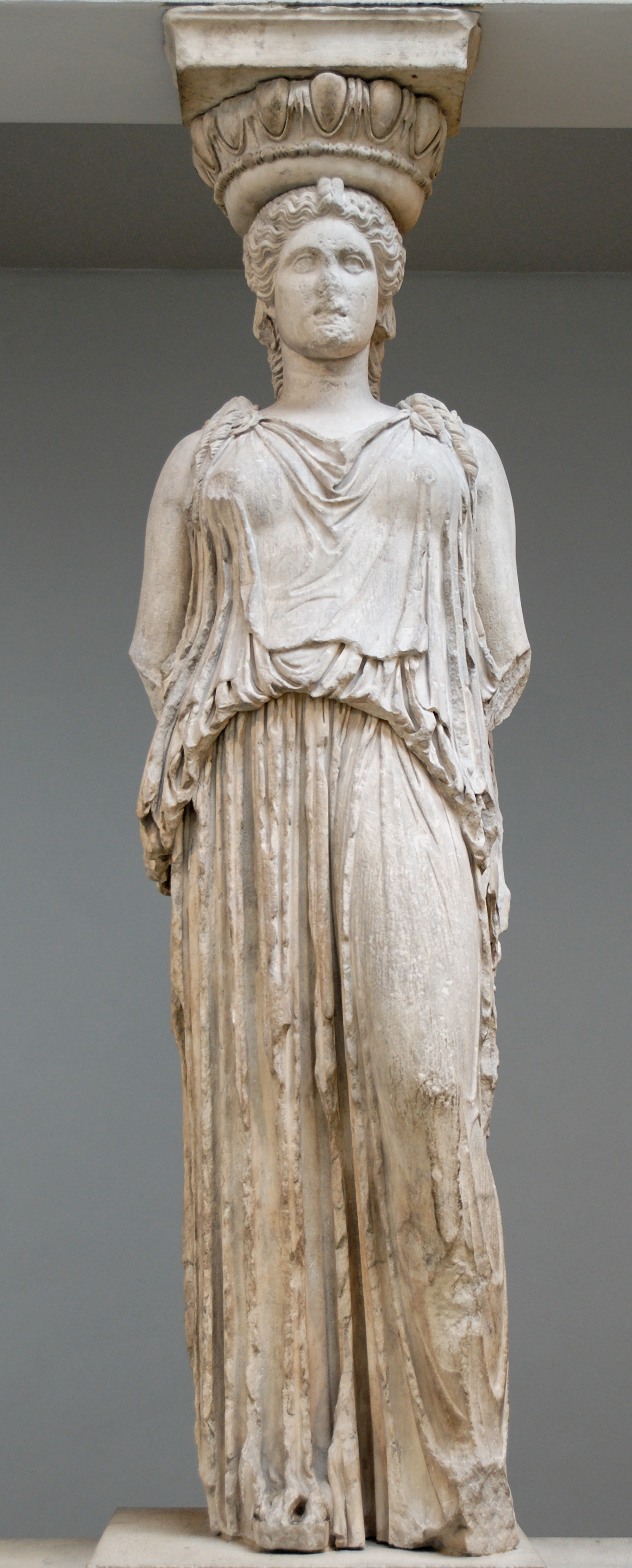
Каріатида з Ерехтейону в хітоні.

Греки та грецька культура входять в ізраїльський світ, починаючи з першої книги Маккавеїв. Подібним чином розповідь Нового Завіту (який був написаний грецькою мовою) увійшла в грецький світ, починаючи з Дії 13.
Одяг у Стародавній Греції, головним чином, складався з хітону, пеплосу, гіматію та хламиди. Незважаючи на популярну уяву та зображення в ЗМІ повністю білого одягу, віддавали перевагу складному дизайну та яскравим кольорам. Грецький одяг виготовляли з лляної або вовняної тканини, яка зазвичай була прямокутною. Одяг закріплювали декоративними застібками або шпильками, а пояси могли підкреслити талію.
Пеплос, Хітони
Внутрішньою тунікою був пеплос або хітон. Пеплос носили жінки. Зазвичай це був більш товстий вовняний одяг, більш виразний, ніж грецький, із застібками на плечі. Верхня частина пеплоса була загнута до талії, утворюючи апоптигму. Хітон був простим одягом-тунікою з більш легкого льону, який носили представники обидвох статей та в будь якому віці. У чоловіків хітони звисали до колін, у жінок — до щиколоток. Часто хітон з'являється плісированим.
Хламід, Гіматіон
Хламиду виготовляли з безшовного прямокутника вовняного матеріалу, який чоловіки носили як плащ. Основним верхнім одягом узимку був гіматій — більший на розмір плащ, який одягали поверх пеплоса чи хітону. Можливо, гіматій найбільше вплинув на пізнішу моду.

## Римляни та жінки

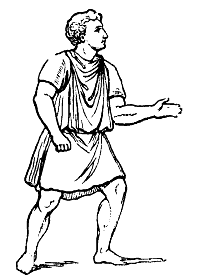
Туніка була адаптована до багатьох стилів і була основним одягом чоловіків.

Римський генерал Помпей увійшов до Єрусалиму в 37 році до нашої ери, поклавши край національній незалежності євреїв. Згідно інформації з Нового Заповіту Юдея управлялася або місцевими царями-клієнтами Римської імперії, або як римська провінція під керівництвом римських чиновників.
Тога
Ймовірно, найважливішим предметом гардеробу давніх римлян була тога - суцільний вовняний одяг, який вільно драпірувався на плечах і вниз по тілу. Тоги можна було загортати по-різному, і протягом століть вони ставали більшими та об'ємнішими. Деякі нововведення були суто модними. Оскільки було нелегко носити тогу, не спіткнувшись об неї чи не відкидаючи драпірування, деякі варіанти загортання виконували практичну функцію. Інші стилі були потрібні, наприклад, для покриття голови під час церемоній.
Судді та верховні жерці носили особливий вид тоги з червонувато-фіолетовою смугою на нижньому краю, яка називалася toga praetexta як ознака їхнього статусу. Toga candida, особливо вибілена тога, носили політичні кандидати. Повії носили toga muliebris, а не туніки, які одягали більшість жінок. Тога пулла була темного кольору і носилася в траурі, тоді як тога пурпурна з пурпурно пофарбованої вовни носилася під час тріумфу та римським імператором.
Після переходу Римської республіки до Римської імперії бл. 44 р. до н. е. тогу почали носити лише чоловіки, які були громадянами Риму. Жінки, раби, іноземці та інші, які не були громадянами Риму, носили туніки і їм було заборонено носити тогу. Таким же чином римські громадяни повинні були носити тогу під час офіційних справ. З часом тога еволюціонувала від національного до парадного костюма. Різні типи тог вказували на вік, професію, соціальний статус.
Туніка
Спочатку тогу носили всі римляни; вільні громадяни були зобов'язані носити тоги, оскільки туніки носили лише раби та діти. Однак до II століття до нашої ери його почали носити поверх туніки, і туніка стала основним предметом одягу. Жінки носили верхній одяг, відомий як стола, який представляв собою довгу плісировану сукню, схожу на грецькі хітони.
Носили багато інших стилів одягу, які також знайомі за зображеннями, які можна побачити на творах мистецтва того періоду. Одяг може бути цілком спеціалізованим, наприклад, для війни, певних професій або для спорту. У Стародавньому Римі жінки-спортсменки носили шкіряні труси та бюстгальтер для максимального покриття, але й можливості вільно змагатися.